# Файзулла Ансарі
Файзулла Ансарі (тадж. Файзуллоҳ Ансорӣ; 20 березня 1931, с. Некноті, Пенджикентська нохія — 28 квітня 1980, Душанбе) — таджицький поет і драматург. Член Спілки письменників Таджикистану (1954).

## Біографія
Файзулла Ансарі народився 20 березня 1931 року в селі Нігноті Пенджикентської нохії Согдійської області в сім'ї службовця. Закінчив Пенджикентську педагогічну школу (1947) і філологічний факультет Душанбинського державного педагогічного інституту (1951). Деякий час викладав у цьому інституті.

## Робота і діяльність
Головний редактор літературно-драматичного відділу Департаменту радіомовлення Міністерства культури Таджикистану (1953-56), завідувач літературним відділом Таджицького державного видавництва (1956-59), головний редактор. літературно-драматичної частини Таджицької студії телебачення (1959—60). З 1960 року старший редактор редакції Держкомітету Таджицької РСР у справах видавництва, поліграфії та книжкової торгівлі.
З 1954 року — член Спілки письменників Таджикистану.

## Творчість
З 1948 року його вірші публікуються в пресі. Його перша книга — «Кальгот і голуби» (1954) написана на основі народної казки. «Букет дружби» (1956) — перша збірка віршів поета. Тематика віршів цієї збірки і ліричних віршів пізніших збірок Ансарі - оспівування чистої людської любові, любові і вірності батьківщині, таджицькому народу, поваги до національних традицій і звичаїв, поваги до дорослих, людей похилого віку, тощо. Мова віршів Ансарі, як у його ліричних віршах, так і в його оповіданнях і драмах, проста і плавна, промовиста і вільна від шоку. Ансарі — красномовний поет, письменник-описувач, виразник найщиріших почуттів людини — ліричного героя.
Наступні збірки Ансарі «Сонце на дорозі», «Далеко від міста» (обидві 1957), «Гюльшан» (1958), «Імтіхан» (1961), «Шарофат», «Тори илҳом» (обидві 1963), «Квітковий кущ» (1969), «Дзеркало серця» (1973), «Весілля не відбулося» (1979), «Махалпечське дзеркало» (1981), «Багатство серця» (1982). Творча діяльність Ансарі почалася в повному розумінні оповідання. Автор оповідань «Гюльшан», «Сонце на дорозі» (обидві 1956), «Далеко від міста» (1957), «Шарофат» (1963), «Друзі до дня весілля» (1976). Герої оповідань Ансарі – молодь із сіл. У них знайшли своє художнє відображення становлення нової людини, мрії й прагнення, боротьба героя зі старими шкідливими звичаями, докір егоїстичним і злісним людям тощо. Центральне місце в оповіданнях займає розгорнута розповідь і діяльність героя, що поклало основу епічного сюжету в таджицькій літературі.

## Драматургія
Ансарі почав писати п'єси, коли був студентом. Автор і постановник драм «Іспит», «Життя і кохання» (обидві 1958), «Орендар» (1961), «Материн суд» (1962), «Візоль», «Атласна сукня» (обидві 1972), «Пишу собі листи», «Актрисина дочка» (обидва 1973),«Сходи» (1974), «Весілля не відбулося» (1978) та ін. Всі драми Ансарі ставилися в Таджицькому державному академічному театрі драми імені Абулкасима Лохуті, Музичному театрі комедії імені Камолі Худжанді, театрах Хоруга, Куляба, Кургон-Тюбе і районів Таджикистану. У своїх драмах Ансарі порушував теми моралі та порядності, людської совісті та честі, національного сорому та честі, честі та поваги людини в суспільстві, чистого кохання тощо. Драми Ансарі засновані на реальному житті, їх соціальні основи міцні. П’єса «Екзамен» — один із найпопулярніших творів Ансарі. Ансарі написав лібрето опер «Стіл і Гулру» (за романом Рахіма Джаліля «Вічні люди») і «Шарофат» (за власним оповіданням). Постановка опери «Стіл і Гулру» відбулася в 1957 році в Державному театрі опери та балету імені Садріддіна Айні. Вірші Ансарі входять до хрестоматій та спільних збірок. Ансарі — поет і автор пісень. Багато його віршів таджицькі композитори поклали на музику.

## Книги
Російською мовою в Душанбе вийшли книги Ансарі «Сонце в дорозі» (1957) і «Зірка кохання» (1967). Твори Ансарі перекладено також українською, білоруською, узбецькою, казахською, киргизькою, туркменською та іншими мовами.

## Нагороди
Нагороджений медаллю «За доблесну працю. В ознаменування 100-річчя з дня народження Володимира Ілліча Леніна». Нагороджено Почесною Грамотою Президії Верховної Ради Білорусі. Член Спілки письменників Таджикистану з 1954 року.